# Ángel Rodríguez Ruiz
Ángel Rodríguez Ruiz (Barcelona, 13 de octubre de 1879 - ibídem, 10 de mayo de 1959) fue el fundador y primer presidente de la Sociedad Española de football, y también fue futbolista del club.
A la edad de 21 años, cursando estudios de ingeniería, fundó un equipo de fútbol junto con dos amigos de universidad, Octavio Aballí y Luis Roca Navarra. Este club se constituye el 28 de octubre de 1900 como la Sociedad Española de Fútbol y debutó en 1909 con el nombre de Club Español de Fútbol, tras la fusión del X Sporting Club de Football y el Club Español de Jiu-Jitsu, y que posteriormente cambiaría de nombre al de Real Club Deportivo Español en 1910.
Ángel Rodríguez Ruiz fue miembro del Cuerpo de Ingenieros Industriales del Estado.
Su padre era el médico y político Rafael Rodríguez Méndez.